# Fulakora gracilis
Fulakora gracilis es una especie de hormiga del género Fulakora, familia Formicidae. Fue descrita científicamente por Clark en 1934.
Se distribuye por Australia. Se ha encontrado a elevaciones de hasta 250 metros.